# ملكة جمال أمريكا 2017
مسابقة ملكة جمال أمريكا 2017 هي مسابقة ملكة جمال أمريكا التسعين في تاريخ مسابقة، مسابقة المسابقة 2018 في قاعة بورد ووك في أتلانتيك سيتي، نيو جيرسي يوم الأحد، 11 سبتمبر 2016 ، تم بث الحدث من قبل شبكة أيه بي سي في الولايات المتحدة، وهو الأول في أحدث اتفاقية للشبكة لحمل المسابقة حتى عام 2019 ، مع إنتاج ديك كلارك للإنتاج.
في نهاية الحدث توجت سافي شيلدز من أركنساس بلقب ملكة جمال أمريكا 2017 وتسلمت التاج من قبل ملكة الجمال السابقة

## النتائج

### المراكز النهائية
| النتائج النهائية      | اسم المتنافسة                                                             |
| --------------------- | ------------------------------------------------------------------------- |
| ملكة جمال أمريكا 2017 | - أركنساس - سافي شيلدز                                                    |
| الوصيفة الأولى        | - كارولاينا الجنوبية - راشيل وايت                                         |
| الوصيفة الثانية       | - نيويورك - كميل سيمز                                                     |
| الوصيفة الثالثة       | - واشنطن - أليسيا كوبر                                                    |
| الوصيفة الرابعة       | - ميسيسيبي - لورا لي لويس                                                 |
| أفضل 7                | - ماريلاند - هانا بروير - تكساس - كارولين كاروثرز                         |
| أفضل 10               | - كاليفورنيا -جيسا كارماك - أيوا - كيلي كوخ - تينيسي - غريس بورغيس        |
| أفضل 12               | - كنتاكي - لورا جونز* - أوكلاهوما - سارة كلاين                            |
| أفضل 15               | - أيداهو - كايل سولبرغ - لويزيانا - جوستين كير - ماساتشوستس - أليسا موستو |

* - اختيار أمريكا